# 820-as busz
A 820-as jelzésű elővárosi autóbusz Budapest, Árpád híd autóbusz-állomás és Pilisszántó, autóbusz-forduló között közlekedik. Budapesti végállomásától a Róbert Károly körútra kikanyarodva áthalad az Árpád hídon, és a 10-es főúton halad végig Pilisvörösvárig. Pilisvörösvár, kultúrház megállótól a pilisszántói bekötő úton ér el a végállomásra.

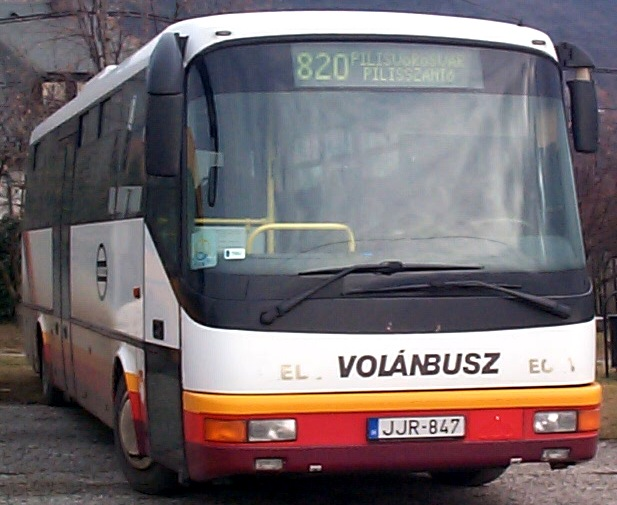
Credo EC 11 busz a pilisszántói végállomáson

## Története
2020. augusztus 20-ától egyes menetei 821-es jelzéssel közlekednek, Pilisvörösvár vasútállomás érintésével. A Külső Bécsi úton minden megállóban megállnak, pótolva a ritkított 218-as buszt.

## Megállóhelyei
| 0                                              | Árpád híd autóbusz-állomás végállomás    | 28 | 1, 1A 26, 32, 34, 106, 120 79 800, 815, 830, 832, 840, 848                       |
| 1                                              | Budapest, Flórián tér (Vörösvári út)     | 27 | 1, 1A 9, 34, 106, 111, 118, 134, 137, 218, 226, 237 800, 815, 830, 832, 840, 848 |
| 2                                              | Budapest, Óbudai rendelőintézet          | 26 | 1, 1A 137, 160, 218, 237, 260 830, 832, 840, 848                                 |
| 3                                              | Budapest, Bécsi út (Vörösvári út)        | 25 | 1, 1A, 17, 19, 41 137, 160, 218, 237, 260 800, 815, 830, 832, 840, 848           |
| 4                                              | Budapest, Orbán Balázs út                | 24 | 160, 218, 260 830, 832, 840, 848                                                 |
| 5                                              | Budapest, Bojtár utca                    | 23 | 118, 160, 218, 260 815, 830, 832, 840, 848                                       |
| 6                                              | Budapest, Óbudai temető                  | 22 | 118, 160, 218, 260 830, 832, 840, 848                                            |
| 7                                              | Budapest, Bóbita utca                    | 21 | 260 800, 815, 830, 832, 840                                                      |
| 8                                              | Budapest, Üröm vasúti megállóhely        | 20 | 218 800, 815, 830, 832, 840, 848 S72 S76                                         |
| Budapest–Üröm közigazgatási határa             |                                          |    |                                                                                  |
| 9                                              | Üröm, Tücsök utca                        | 19 | 218 830, 832                                                                     |
| Üröm–Pilisborosjenő közigazgatási határa       |                                          |    |                                                                                  |
| 10                                             | Solymár, téglagyári bekötőút             | 18 | 218 830, 832                                                                     |
| 11                                             | Solymár, Külső Bécsi út 35.              | 17 | 218 830, 832                                                                     |
| 12                                             | Solymár, Kövesbérci utca                 | 16 | 218 830, 832                                                                     |
| Pilisborosjenő–Solymár közigazgatási határa    |                                          |    |                                                                                  |
| 13                                             | Solymár, Szarvas                         | 15 | 218 830, 832                                                                     |
| 14                                             | Solymári elágazás (Auchan áruház)        | 14 | 800, 815                                                                         |
| Solymár–Pilisvörösvár közigazgatási határa     |                                          |    |                                                                                  |
| 15                                             | Pilisvörösvár, 10-es számú út, útőrház   | 13 | 800, 815                                                                         |
| 16                                             | Pilisvörösvári üdülőtelep                | 12 | 800, 815                                                                         |
| 17                                             | Pilisvörösvár, bányatelep                | 11 | 799, 800, 815                                                                    |
| 18                                             | Pilisvörösvár, Fő út 31.                 | 10 | 799, 800, 815                                                                    |
| 19                                             | Pilisvörösvár, városháza                 | 9  | 799, 800, 815                                                                    |
| 20                                             | Pilisvörösvár, kultúrház                 | 8  | 799, 800, 815, 830, 831, 856                                                     |
| 21                                             | Pilisvörösvár, Eperjesi utca             | 7  | 830, 831                                                                         |
| 22                                             | Pilisvörösvár, Csokonai utca             | 6  | 830, 831 S72 S76                                                                 |
| 23                                             | Pilisvörösvár, Karátsonyi-liget          | 5  | 830, 831                                                                         |
| 24                                             | Pilisvörösvár, Szent Erzsébet Otthon     | ∫  | 830, 831                                                                         |
| Pilisvörösvár–Pilisszántó közigazgatási határa |                                          |    |                                                                                  |
| 25                                             | Pilisszántó, kishíd                      | 4  | 830, 831                                                                         |
| 26                                             | Pilisszántó, Vörösmarty utca 43.         | 3  | 830, 831                                                                         |
| 27                                             | Pilisszántó, posta                       | 2  | 830, 831                                                                         |
| 28                                             | Pilisszántó, községháza                  | 1  | 830, 831                                                                         |
| 29                                             | Pilisszántó, autóbusz-forduló végállomás | 0  | 830, 831                                                                         |